# Kristiina Ojuland
Kristiina Ojuland, née le 17 décembre 1966 à Kohtla-Järve, est une femme politique estonienne, membre du Parti de la réforme d'Estonie (ER) jusqu'en 2013.
Elle est élue députée européenne en 2009, et siège au sein du groupe de l'Alliance des démocrates et des libéraux pour l'Europe (ADLE), après avoir été, de 2002 à 2005, la première femme à détenir le portefeuille de ministre des Affaires étrangères en Estonie, dans les coalitions de Siim Kallas puis Juhan Parts.

## Biographie

### Études et carrière professionnelle
Après avoir achevé ses études secondaires à Jõhvi en 1985, elle intègre l'université de Tartu pour y suivre des études supérieures de droit, qu'elle achève cinq ans plus tard. Elle commence alors à travailler au sein du département de la politique législative du ministère de la Justice d'Estonie. En 1992, elle sort diplômée de l'école de diplomatie de Tallinn et intègre l'administration du ministère des Affaires étrangères pour deux ans. Elle suit dans le même temps diverses formations complémentaires dans le domaine de la diplomatie.
Représentante permanente de l'Estonie au Conseil de l'Europe entre 1993 et 1994, elle est ensuite désignée directrice générale de l'Union estonienne de radio et de télévision et occupe ce poste jusqu'en 1996.

### Carrière politique

#### Parcours militant
En 1995, elle devient secrétaire aux Affaires étrangères du Parti de la réforme d'Estonie (ER), entre l'année suivante au bureau du parti, puis est élue vice-présidente du Parti européen des libéraux, démocrates et réformateurs (ELDR) en 1998. Elle abandonne cette fonction et son poste exécutif au sein de l'ER en 2002, avant d'en être désignée vice-présidente en 2003.
Elle retrouve la vice-présidence de l'ELDR en 2007, mais y renonce en 2009, en même temps que son poste de vice-présidente de l'ER.

#### Activité institutionnelle
Élue députée au Riigikogu en 1994, elle intègre rapidement la délégation estonienne à l'Assemblée parlementaire du Conseil de l'Europe (APCE), où elle fut notamment présidente du groupe ELDR, vice-présidente de la commission des Affaires politiques et chef de la délégation estonienne.
Kristiina Ojuland est nommée ministre des Affaires étrangères d'Estonie le 28 janvier 2002, à la suite de l'arrivée au pouvoir d'une coalition de centre droit menée par Siim Kallas. Elle est alors la première femme à occuper ce poste. Son parti perd les élections législatives de 2003 au profit de Res Publica (RP), de Juhan Parts, mais elle conserve son portefeuille puisque l'ER fait partie de la coalition gouvernementale. En 2004, elle se présente à l'élection du secrétaire général du Conseil de l'Europe mais n'obtient que 51 voix sur 299, et fait partie des signataires du traité établissant une Constitution pour l'Europe.
Elle est contrainte de démissionner le 10 février 2005, deux mois à peine avant la chute du gouvernement, à la suite de la disparition d'une centaine de documents confidentiels émanant de son ministère, et retourne alors siéger au Riigikogu, où elle prend la présidence de la commission des Affaires européennes. Elle conserve son siège aux élections législatives de 2007 et devient même première vice-présidente du Riigikogu.
En 2009, elle est élue au Parlement européen et abandonne alors ses mandats nationaux.

## Annexe